# Мариано, Джозеф
Джозеф Мариано (англ. Joseph Mariano; 17 марта 1911, Питтсбург — 15 февраля 2007, Сентервилл, штат Массачусетс) — американский флейтист и музыкальный педагог.
Начал учиться флейте в 12-летнем возрасте под руководством Виктора Саудека, в 1933 году окончил Кёртисовский институт, ученик Уильяма Кинкейда, занимался также гобоем под руководством Марселя Табюто. В 1934—1935 гг. играл в Национальном симфоническом оркестре, а затем обосновался в Рочестере, где на протяжении 33 лет был солистом Рочестерского филармонического оркестра и 39 лет преподавал в Истменовской школе музыки. Среди его учеников, в частности, Фенвик Смит.
Как солист Мариано записал ряд сочинений американских композиторов: Чарльза Томлинсона Гриффса, Сэмюэла Барбера, Бернарда Роджерса и пригласившего его в Рочестер Ховарда Хансона. К 90-летию Мариано его записи были переизданы Национальной ассоциацией флейты, одновременно удостоившей Мариано награды за жизненный вклад.